# Les p’tites Michu
Les p’tites Michu (deutscher Titel: Die kleinen Michu’s) ist eine Opéra-comique (Originalbezeichnung: „Opérette“) in drei Akten von André Messager (Musik) mit einem Libretto von Albert-Guillaume-Florent Vanloo und Georges J. Duval. Die Uraufführung fand am 16. November 1897 im Théâtre des Bouffes-Parisiens in Paris statt.

## Handlung

### Vorgeschichte
1793, während der Französischen Revolution, droht dem Marquis des Ifs die Verhaftung. Zu gleicher Zeit stirbt seine Frau nach der Geburt eines kleinen Mädchens. Vor seiner Flucht vertraut der Marquis das Kind dem Händlerehepaar Michu an, das ebenfalls gerade eine Tochter bekommen hat. M. Michu wäscht die Säuglinge gemeinsam in der Badewanne und kann sie anschließend nicht mehr auseinanderhalten. Er weiß nicht mehr, welches der Mädchen sein eigenes Kind ist und welches die Tochter des Marquis. Siebzehn Jahre später erhalten die beiden – Marie-Blanche und Blanche-Marie – ihre Erziehung im Pensionat der Mlle Herpin.

### Erster Akt
Pensionat der Mlle Herpin
Szenen 1–5. Mlle Herpin erzieht ihre Schützlinge mit militärischem Drill (Nr. 1. Chor und Couplets: „Le tambour résonne“). Trotzdem beschließen die Mädchen, etwas Lustiges zu spielen. Die Michu-Töchter Marie-Blanche und Blanche-Marie sind ein Herz und eine Seele (Nr. 2. Duett Blanche-Marie/Marie-Blanche: „Blanche-Marie et Marie-Blanche“). Die nächste Runde im Schinkenkloppen-Spiel („Main Chaude“) verliert Blanche-Marie. Ihre Aufgabe besteht darin, den nächsten eintretenden Mann zu küssen. Es handelt sich um Gaston, einen schneidigen Husaren-Kapitän und Neffen der Mlle Herpin. Er ermutigt die schüchterne Blanche-Marie zum Kuss (Nr. 3. Madrigal Gaston: „Quoi, vous tremblez“). Anschließend laufen die anderen Mädchen nach draußen, um Fangen zu spielen. Nur Gaston und die beiden Schwestern bleiben im Saal und stellen einander vor (Nr. 4. Terzett Blanche-Marie/Marie-Blanche/Gaston: „Michu! Michu! Michu!“). Gaston meint, weil üblicherweise unter Schwestern alles geteilt werde, müsse er jetzt auch Marie-Blanche küssen. Als er dies tut, tritt Mlle Herpin ein, und die Mädchen laufen fort.
Szenen 6–7. Gaston erzählt seiner Tante, dass er zum Kapitän befördert wurde, nachdem er seinen General während einer Belagerung rettete und dabei verwundet wurde. Der General will ihn seitdem ständig bei sich haben. Unterdessen schwärmen die Schwestern von dem gutaussehenden Soldaten (Nr. 5. Couplets Marie-Blanche: „Sapristi! le beau militaire“). Vor allem Marie-Blanche findet ihn viel interessanter als Aristide, den Kommis ihrer Eltern, der ebenfalls ein Auge auf die beiden geworfen hat.
Szenen 8–11. Die Eltern Michu und Aristide bringen den Mädchen Lebensmittel ins Pensionat (Nr. 6. Terzett Mme Michu/Aristide/Michu: „Nous v’là! Nous v’là!“). Mme Michu schimpft fortwährend über ihren nichtsnutzigen Gatten, der ihr die gesamte Arbeit überlässt. Sie meint, dass sie in der Ehe das Sagen habe (Couplets Mme Michu/Aristide/Michu: „A l’ouvrage le matin“). Mlle Herpin trommelt (buchstäblich) ihre Schützlinge herbei, um die Ankömmlinge zu begrüßen. Alle freuen sich über die Mitbringsel (Nr. 7. Ensemble: „Voici papa, maman Gâteau“). Im Gespräch rutscht Aristide heraus, dass er die Michu-Schwestern nur zu gerne küssen würde. Da er seine Gefühle nun nicht mehr verbergen kann, bittet er M. Michu um deren Hand. Er überlässt dem Vater die Wahl, welche es sein soll (Nr. 8. Couplets Aristide: „Blanche-Marie est douce“). Die Schwestern möchten allerdings auch selbst gefragt werden, und M. Michu will erst in einem Jahr über dieses Thema sprechen. Aristide zieht sich traurig zurück.
Szenen 12–14. M. und Mme Michu unterhalten sich über Aristides Antrag. Das Hauptproblem für die beiden ist, dass sie nicht wissen, welches der Mädchen die Tochter des Marquis ist. Glücklicherweise haben sie nie wieder von ihm gehört. Doch da stellt ihnen Mlle Herpin den Soldaten Bagnolet vor, der im Auftrag seines Generals, des Marquis des Ifs, gekommen ist, um dessen Tochter abzuholen. Als die beiden nach Ausflüchten suchen, befiehlt er ihnen, dem General ihre Erklärungen persönlich vorzutragen. Mme Michu ruft mit einem Trommelwirbel Mlle Herpin und die Mädchen herbei (Nr. 9. Finale: „Je viens d’entendre un roulement“) und erklärt ihnen, dass ihre Töchter mitkommen müssten. Diese sind froh, dem Zwang des Pensionats entkommen zu können.

### Zweiter Akt
Haus des Général des Ifs
Szene 1–3. Aus Anlass seiner Heimkehr gibt der General einen festlichen Empfang (Nr. 10. Introduktion und Chor: „À la santé du général“). Er erzählt ihnen von der verlustreichen Belagerung Saragossas durch seine Truppen (Rondo General: „Non, je n’ai jamais vu ça“) und stellt ihnen seinen jungen Lebensretter Gaston vor, dem er zur Belohnung die Hand seiner Tochter versprochen hat.
Szene 4–8. Die Familie Michu trifft ein und bewundert den prachtvollen Salon. Die beiden Mädchen warten ungeduldig auf eine Erklärung ihrer Eltern. Sie sind entsetzt, als sie hören, dass eine von ihnen die Familie verlassen soll. Als Bagnolet den General ankündigt, müssen sich die beiden Mädchen schnell verstecken, da die Eltern diesem erst die Lage erklären wollen (Nr. 11. Quartett Blanche-Marie/Marie-Blanche/Mme Michu/Michu: „Entre là“). Sie können ihm jedoch nicht einmal auf seine Fragen nach dem Aussehen seiner Tochter eine eindeutige Antwort geben. Er befiehlt ihnen, das Mädchen zu holen.
Szene 9–11. Während ihre Eltern fort sind, schlüpft Blanche-Marie vorsichtig aus ihrem Versteck. Der General teilt ihr mit, dass sie seine Tochter Irène sei, und schließt sie in die Arme. Sie fällt vor Schreck in Ohnmacht. Der General geht hinaus, um ein Glas Wasser zu holen. In der Zwischenzeit versteckt sich Blanche-Marie wieder, und Marie-Blanche verlässt ihren Unterschlupf. Da sie wohlauf ist, trinkt der General nach seiner Rückkehr das Wasser selbst. Er wundert sich nur wenig über ihr verändertes Aussehen. Als er sie seine Tochter nennt, fällt auch Marie-Blanche in Ohnmacht, und er muss ein weiteres Glas Wasser holen.
Szene 12–14. Die beiden Mädchen kennen jetzt das Geheimnis ihrer Herkunft. Obwohl sie keine echten Schwestern sind, wollen sie weiterhin zusammenhalten (Nr. 12. Duett Blanche-Marie/Marie-Blanche: „Ah! Quel malheur!“). Als der General zurückkehrt, wundert er sich, gleich zwei Mädchen vorzufinden. Bagnolet ruft deren Eltern herein, um die Lage zu erklären. Der General ist entsetzt (Nr. 13. Couplets General: „Me prenez-vous pour un conscrit“). Er gibt dem Paar eine halbe Stunde Zeit, um seine Tochter zu identifizieren, und verlässt den Salon mit Bagnolet. Da die Eltern keines der Mädchen verlieren wollen und sich diese nicht voneinander trennen können, beschließt die gesamte Familie zu fliehen. Mme Michu läuft nach Hause, um Geld zu holen. M. Michu soll unterdessen eine Kutsche organisieren.
Szene 15–17. Zur Beruhigung sprechen die Mädchen ein Gebet an den Heiligen Nikolaus, dem Schutzpatron der Kinder (Nr. 15. Gebet Blanche-Marie/Marie-Blanche: „Saint Nicolas“). Beide hoffen, dass sie nicht diejenige sein werde, die ihr Elternhaus verlassen müsse. Gaston teilt ihnen mit, dass er die Tochter des Generals heiraten werde, sie aber noch nie gesehen habe. Daraufhin beschreiben ihm die Mädchen deren Aussehen und Charakter als identisch mit ihrem eigenen (Nr. 15. Terzett Blanche-Marie/Marie-Blanche/Gaston: „C’est la fille du général“). Begeistert macht sich Gaston auf den Weg zum General. Die Mädchen setzen ihr Gebet fort – jetzt hoffen beide, die Tochter des Generals zu sein. Marie-Blanche wäre besonders unglücklich, wenn sie Gaston nicht heiraten könnte. Um sie zu beruhigen, erklärt Blanche-Marie, dass sie ihn nicht wirklich liebe.
Szene 18. Als die Eltern zurückkehren, teilen die Mädchen ihnen mit, dass die Flucht nicht mehr nötig sei, da Marie-Blanche bleiben wolle, um den Kapitän zu heiraten. Marie-Blanche eilt zum General und nennt ihn ihren Vater. Der General lässt Gaston erraten, welches der Mädchen seine Tochter ist (Nr. 16. Finale: „Capitaine, approchez“). Als dieser zögert, weist er auf Marie-Blanche. Ihre Schwester erkennt traurig, dass sie selbst nun Aristide heiraten muss. Der General stellt der Versammlung seine Tochter vor. Diese hält eine kurze Ansprache, in der sie auf ihre vielen Vorzüge hinweist (Couplets Marie-Blanche: „N’est-ce pas que j’ai de la branche“).

### Dritter Akt
Im Laden der Michus
Szene 1–3. Eine Woche nach dem Auszug Marie-Blanches bedienen Aristide und die Michus in ihrem Geschäft die anstürmenden Kunden (Nr. 17. Chor und Ensemble „À la boutique!“). Obwohl Marie-Blanche jede Gelegenheit zu einem Besuch nutzt, kann Mme Michu ihren Verlust nicht verwinden. Die Hochzeit soll noch heute stattfinden. Aristide soll gleichzeitig Blanche-Marie heiraten – doch diese hat in der vergangenen Woche nur geseufzt und ihn nicht einmal angesehen.
Szene 4–6. Blanche-Marie erscheint in ihrem Hochzeitskleid. Obwohl sie immer noch abwesend scheint, glaubt Aristide an ihre Liebe. Er hält seine Zukunft für gesichert (Nr. 18. Couplets Aristide: „Comme une girouette“). Jetzt kommt auch Marie-Blanche herein. Sie trägt einen großen Mantel über ihrem eigenen Hochzeitskleid. Aristide zieht sich zurück, um sich umzuziehen. Als die Mädchen alleine sind, stellen sie fest, dass Marie-Blanche sich im Haus des Generals nicht besonders wohl fühlt, während Blanche-Marie nur ungern im Laden arbeitet (Nr. 19. Romanze Blanche-Marie: „Vois-tu, je m’en veux à moi-même“). Sie sind auch beide nicht besonders verliebt in ihre zukünftigen Gatten.
Szene 7–9. Zur Verwunderung ihrer Eltern bedient Marie-Blanche trotz ihrer bevorstehenden Hochzeit gewohnheitsmäßig die Ladenkundschaft. Der General und Gaston ertappen sie bei dieser unstandesgemäßen Arbeit.
Szene 10–16. M. Michu stellt Gaston und dem General seinen künftigen Schwiegersohn Aristide vor. Mlle Herpin und die Pensionatsschülerinnen treffen ein und gratulieren ihren ehemaligen Mitschülerinnen zur Hochzeit (Nr. 20. Chor: „Bonjour, mesdam’s les mariées“). Andere Ladenbesitzer bringen Blumen (Ronde des Halles: „On peut chercher en tous pays“). Blanche-Marie schickt ihre Schwester unter einem Vorwand hinaus, um Gelegenheit für ein Gespräch mit Gaston zu bekommen. Die beiden erkennen ihre Gefühle füreinander (Nr. 21. Duett Blanche-Marie/Gaston: „Rassurez-vous“), und Blanche-Marie bricht in Tränen aus. Die anderen eilen herbei, um sie zu trösten. Marie-Blanche, die als einzige den Grund erkennt, präsentiert eine Lösung: Sie hat im Haus des Generals ein Porträt der verstorbenen Marquise gesehen und frisiert und schminkt Blanche-Marie jetzt genau nach diesem Vorbild (Nr. 22. Sextett: „Assieds-toi là“). Aufgrund der Ähnlichkeit Blanche-Maries mit dem Gemälde stellt der General fest, dass sie seine wahre Tochter sein muss. Blanche-Marie muss also Gaston heiraten und Marie-Blanche den Kommis. Damit sind alle zufrieden (Nr. 23. Finale Blanche-Marie/Marie-Blanche: „Blanche-Marie et Marie-Blanche“).

## Gestaltung

### Libretto
In der Bevorzugung von Charakteren der unteren Schichten steht das Werk in der Tradition von Charles Lecocqs La fille de Madame Angot (1872), Jacques Offenbachs La fille du tambour-major (1879) oder Hervés Mam’zelle Nitouche (1883).

### Musik
Les P’tites Michu entstand in der Übergangsphase von Messagers erster stilistischer Periode zu seiner zweiten. Der Stil seiner nur wenige Monate später herausgegebenen Nachfolge-Operette Véronique wurde als „Belle-Époque“-Stil des Operetten-Repertoires bezeichnet Die Musik enthält einprägsame Rhythmen und volkstümliche Formen wie Rondos, Couplets oder Villanellen. Das Instrumentarium ist begrenzt. Messager wertet diesen schlichten Rahmen durch einfallsreiche Harmonien und eine elaborierte Orchestrierung auf. Die Melodien sind schlicht, aber stilvoll. Sie sind nie klischeehaft und spiegeln stets die jeweilige Gefühlslage der Charaktere wider. Die mit Messager befreundeten Komponisten Claude Debussy, Gabriel Fauré und Camille Saint-Saëns, die sein Werk allgemein hoch schätzten, zeigten besondere Vorlieben für Les p’tites Michu.
Obwohl als „Opérette“ bezeichnet, gab es in zeitgenössischen Berichten eine Diskussion über die korrekte Zuordnung. Einige Autoren verglichen es aufgrund der hohen Qualität mit Werken der altehrwürdigen Gattung der Opéra-comique. Diese Einschätzung übernahm in neuerer Zeit auch Pipers Enzyklopädie des Musiktheaters.
Als beliebtestes Musikstück des Werks erwies sich das walzerartige Duett „Blanche-Marie et Marie-Blanche“ (Nr. 2 im ersten Akt). Ebenfalls große Erfolge wurden das Trio „Michu! Michu! Michu!“, Gastons Madrigal „Quoi, vous tremblez“, Aristides Couplets „Blanche-Marie est douce“, die Chöre der Schulmädchen, das Finale des zweiten Akts und Blanche-Maries Romanze „Vois-tu, je m’en veux à moi-même“ mit dem Refrain „Ah! sœurette, ma sœurette“.

### Orchester
Die Orchesterbesetzung enthält die folgenden Instrumente:
- Holzbläser: zwei Flöten, Oboe, zwei Klarinetten, Fagott
- Blechbläser: zwei Hörner, zwei Trompeten, Posaune
- Pauken, Schlagzeug: große Trommel, Becken, Triangel, Trommel
- Streicher

### Musiknummern
Der 1897 bei Choudens veröffentlichte Klavierauszug enthält die folgenden Musiknummern (deutsche Titel nach der Fassung von Heinrich Bolten-Baeckers):
Erster Akt
- Ouverture
- Nr. 1. Chor und Couplets (Pensionatsschülerinnen): „Le tambour résonne“ – „Hört die Trommel wirbeln“ (Szene 1)
- Nr. 2. Duett (Blanche-Marie, Marie-Blanche): „Blanche-Marie et Marie-Blanche“ – „Anne-Marie und Marie-Anne“ (Szene 3)
- Nr. 3. Madrigal (Gaston): „Quoi, vous tremblez“ – „Ist’s denn so schlimm?“ (Szene 4)
- Nr. 4. Terzett (Blanche-Marie, Marie-Blanche, Gaston): „Michu! Michu! Michu!“ – „Michu! Michu! Michu!“ (Szene 5)
- Nr. 5. Couplets (Marie-Blanche): „Sapristi! le beau militaire“ – „Schwesterlein, ich muss dir gesteh’n“ (Szene 7)
- Nr. 6. Terzett (Mme Michu, Aristide, Michu): „Nous v’là! Nous v’là!“ – „Hurra! Hurrah! Hurrah!“ (Szene 8)
  - Couplets (Mme Michu, Aristide, Michu): „A l’ouvrage le matin“ – „Schlägt am Turm es früh morgens kaum vier“ (Szene 8)
- Nr. 7. Ensemble: „Voici papa, maman Gâteau“ – „Ein Hoch, Papa, Mama Michu“ (Szene 10)
- Nr. 8. Couplets (Aristide): „Blanche-Marie est douce“ – „Marie-Anne, sie vereinet die Jugend und die Lieblichkeit“ (Szene 11)
- Nr. 9. Finale: „Je viens d’entendre un roulement“ – „Ich höre lauten Trommelklang“ (Szene 14)

Zweiter Akt
- Nr. 10. Introduktion und Chor: „À la santé du général“ – „Bringt ein Hoch dem Herrn General“ (Szene 1)
  - Rondo (General): „Non, je n’ai jamais vu ça“ – „Dort erprobte ich mein Glück“ (Szene 1)
- Nr. 11. Quartett (Blanche-Marie, Marie-Blanche, Mme Michu, Michu): „Entre là“ – „Da hinein“ (Szene 6)
- Nr. 12. Duett (Blanche-Marie, Marie-Blanche): „Ah! Quel malheur!“ – „O welche Pein!“ (Szene 12)
- Nr. 13. Couplets (General): „Me prenez-vous pour un conscrit“ – „Donnerwetter, Sapperment“ (Szene 13)
- Nr. 14. Gebet (Blanche-Marie, Marie-Blanche): „Saint Nicolas“ – „Sankt Nikola, der mit der Engel Scharen“ (Szene 15)
- Nr. 15. Terzett (Blanche-Marie, Marie-Blanche, Gaston): „C’est la fille du général“ – „’s ist die Tochter vom General!“ (Szene 16)
- Nr. 16. Finale: „Capitaine, approchez“ – „Mein Herr Major, treten Sie vor“ (Szene 20)
  - Couplets (Marie-Blanche): „N’est-ce pas que j’ai de la branche“ – „Wie freut’s mich inniglich“ (Szene 21)

Dritter Akt
- Nr. 17. Chor und Ensemble „À la boutique!“ – „Hier im Laden, hier im Laden“ (Szene 1)
- Nr. 18. Couplets (Aristide): „Comme une girouette“ – „Wie eine Wetterfahne“ (Szene 4)
- Nr. 19. Romanze (Blanche-Marie): „Vois-tu, je m’en veux à moi-même“ – „Wie waren einst anders die Träume“ (Szene 6)
- Nr. 20. Chor: „Bonjour, mesdam’s les mariées“ – „Guten Tag! Endlich sind wir hier!“ (Szene 11)
  - Ronde des Halles (Marie-Blanche): „On peut chercher en tous pays“ – „Die Liebe ist ein schöner Brauch“ (Szene 11)
- Nr. 21. Duett (Blanche-Marie, Gaston): „Rassurez-vous“ – „Nein, Herr Gaston, vorbei ist’s schon“ (Szene 12)
- Nr. 22. Sextett (Blanche-Marie, Marie-Blanche, Mme Michu, Michu, Aristide, Gaston): „Assieds-toi là“ – „Nimm schnell hier Platz!“ (Szene 13)
- Nr. 23. Finale (Blanche-Marie, Marie-Blanche): „Blanche-Marie et Marie-Blanche“ – „Anne-Marie und Marie-Anne“ (Szene 16)

## Werkgeschichte

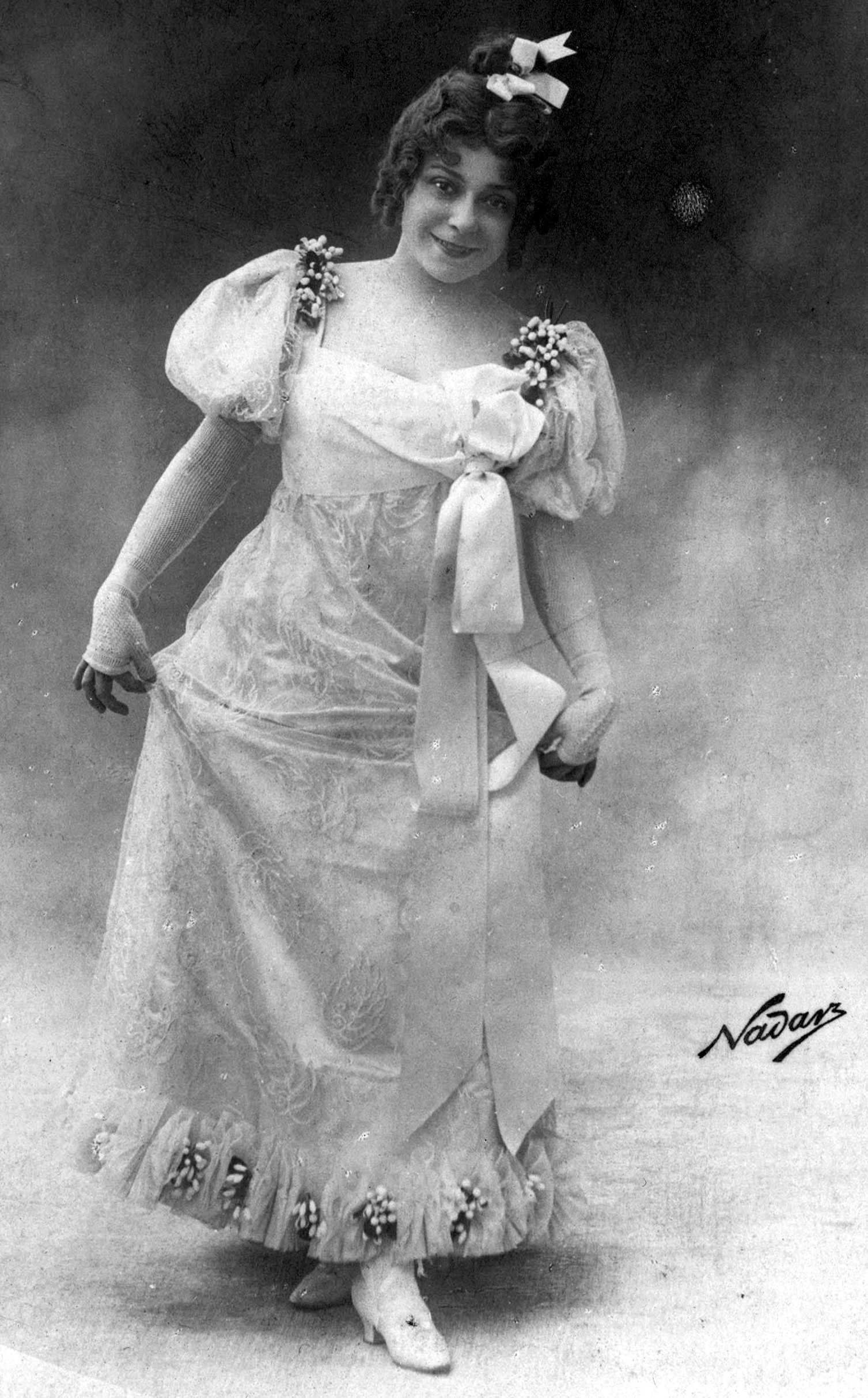
Mariette Sully als Marie-Blanche im Théâtre des Folies-Dramatiques, 1900

Nach dem Fehlschlag seiner Opéra-comique Le chevalier d’Harmental im Jahr 1896 spielte André Messager bereits mit dem Gedanken, sich von der Bühne zurückzuziehen. Seine Freunde Albert-Guillaume-Florent Vanloo und Georges J. Duval konnten ihn jedoch umstimmen. Von ihnen stammt das Libretto seines folgenden Werks, Les p’tites Michu.
Die Uraufführung fand am 16. November 1897 unter der Leitung des Komponisten und der Regie von Michel-Amable Coudert im Théâtre des Bouffes-Parisiens in Paris statt. Die Sänger waren Alice Bonheur (Marie-Blanche), Odette Dulac (Blanche-Marie), Henri Marchand (Gaston), Vigouroux (Mme Michu), Paul Regnard (M. Michu), Barral (Général des Ifs), Maurice Lamy (Aristide), Léonie Laporte (Mlle Herpin) und Brunais (Bagnolet).
Die Produktion war mit 150 Aufführungen ein großer Erfolg, der sich auch in ungewöhnlich umfangreichen positiven Presseberichten widerspiegelte. Es gab Folgeproduktionen in der französischen Provinz. In den folgenden Jahren wurde das Werk auch viel im Ausland gespielt:
- 1898: Rom
- 1898: Berlin, Metropol-Theater – deutsche Fassung mit dem Titel Die kleinen Michu’s von Heinrich Bolten-Baeckers.[5] Die Gesangstexte erschienen als Nr. 74 in Ahns Operntext-Bibliothek.[8]
- 1899: Brüssel
- 1899: Wien
- 1900: Reval (heute Tallinn)
- 1901: Lissabon
- 1901: Prag
- 1904: Algier
- 1905: London, Daly’s Theatre – mehr als 400 Aufführungen,[5] englische Fassung mit dem Titel The Little Michus von Henry Hamilton und Percy Greenbank sowie einigen zusätzlichen Musiknummern wie „Miss Nobody from nowhere“ (Nr. 13a im zweiten Akt);[6] 1906–1908 durch die Truppe von James Cassius Williamson in Australien und Neuseeland gezeigt
- 1907: New York, Garden Theatre[5] – anschließend Tournee durch die Vereinigten Staaten[3]
- 1908: Zürich
- 1909: Wiederaufnahme in Paris[3]

In neuerer Zeit fand das Werk 2018 wieder größere Beachtung durch eine Inszenierung von Rémy Barché mit der Compagnie Les Brigants unter Pierre Dumoussaud. Sie wurde zuerst am Théâtre Graslin in Nantes gezeigt und anschließend auch in Paris und an der Opéra de Reims. Ein Mitschnitt aus Nantes wurde von der Edition Bru Zane in Form einer aufwendigen CD-Ausgabe veröffentlicht und vom französischen Fernsehen als Videostream im Internet bereitgestellt.

## Aufnahmen
- 1954 – Jules Gressier (Dirigent), Chœurs Raymond St. Paul.
 Nadine Renaux (Marie-Blanche), Liliane Berton (Blanche-Marie), Camille Maurane (Gaston), Gisèle Desmoutiers (Mme Michu), Christian Duvaleix (M. Michu), Lucien Lovano (Général des Ifs), Claude Devos (Aristide).
 Querschnitt, Studioaufnahme.
 EMI CZS 767 512-2 (2 CDs).[11]
- 23./24. Mai 2018 – Pierre Dumoussaud (Dirigent), Rémy Barché (Inszenierung), Salma Bordes (Bühne), Oria Steenkiste (Kostüme), Florent Jacob (Licht), Marianne Tricot (Illustrationen), Stéphane Bordonaro (Video), Compagnie Les Brigands.
 Violette Polchi (Marie-Blanche), Anne-Aurore Cochet (Blanche-Marie), Philippe Estèphe (Gaston), Marie Lenormand (Mme Michu), Damien Bigourdan (M. Michu), Boris Grappe (Général des Ifs), Artavazd Sargsyan (Aristide), Caroline Meng (Mlle Herpin), Romain Dayez (Bagnolet).
 CD und Video; live aus dem Théâtre Graslin in Nantes.
 Edition Bru Zane (2 CDs); Videostream auf france.tv.[10]